# Kagera
Kagera – rzeka uważana za źródłową dla Nilu. Płynie przez Rwandę, Burundi, Tanzanię i Ugandę. Jej długość wynosi ok. 400 km. Powstaje z połączenia rzeki Nyawarongu i Ruvuvu. Uchodzi do Jeziora Wiktorii. W środkowym biegu przepływa przez Park Narodowy Akagera. W dolnym biegu żeglowna. Została odkryta w 1876 przez Henry'ego Mortona Stanleya.